# جلولا
جلولا (به کردی: گەڵاڵە)، یکی از شهرهای اقلیم کردستان عراق که شهری مرزی است و با شهر گیلانغرب در ایران هم مرز است و ارتباط جاده‌ای دارد .در مرکز استان دیالی عراق است. زبان مردم این شهر کرد و عرب و ترکمن می باشند.

## جغرافیا
جلولا توسط حکومت اقلیم کردستان اداره می‌شود و نیروهای پیشمرگه امنیت آن را تأمین می‌کنند. در جنوب باختری خانقین و در کرانه رود دیالی یا همان سیروان و و در نزدیکی مرز ایران و عراق و رو به روی شهر گیلانغرب جای گرفته‌است. راه بازرگانی ایران و عراق از این شهر می‌گذرد.

## تاریخ
سپاهیان مسلمان عرب به فرماندهی هاشم بن عتبه در ۷ دسامبر ۶۳۷ با سپاه ایرانی یزدگرد سوم درافتادند. این نبرد در جلولا روی داد. ادوارد براون در جلد ۱ تاریخ ادبیات، صفحه سیصد می‌نویسد: همین‌که سیل ایرانیان جدید الاسلام و اسرای ایرانی به‌سوی عربستان سرازیر گشت، عمر نگران شد. دینوری در صفحه صد و سی و شش کتاب خود می‌گوید: چون عمر اوضاع‌واحوال را بدین منوال دید گفت: بار خدایا! از شر فرزندان این اسرای جلولا به تو پناه می‌برم.